# PBair
PBair — авиакомпания с штаб-квартирой в Бангкоке, Таиланд. Она выполняла чартерные и регулярные рейсы в Таиланде и за его пределами. Хабом авиакомпании является аэропорт Суварнабхуми.

## Направления
PBair выполняла рейсы в следующие города:
Таиланд
- Бангкок — аэропорт Суварнабхуми
- Бурирам — аэропорт Бурирам
- Лампанг — аэропорт Лампанг
- Накхонпханом — аэропорт Накхонпханом
- Нан — аэропорт Нан
- Ройет — аэропорт Ройет
- Саконнакхон — аэропорт Саконнакхон
- Мэсот — аэропорт Мэсот
- Мэхонгсон — аэропорт Мэхонгсон

Вьетнам
- Дананг — аэропорт Дананг

Южная Корея
- Сеул — аэропорт Инчхон

## Флот
В мае 2009 флот PBair состоял из следующих воздушных судов:
- 2 ATR-72-500 (раннее принадлежали Bangkok Airways)

### Раннее использовавшиеся
- 1 Dornier 328[4]
- 3 Fokker F28[5]
- 1 Boeing 767-300[6]
- 2 Embraer ERJ 145[7]

## Галерея

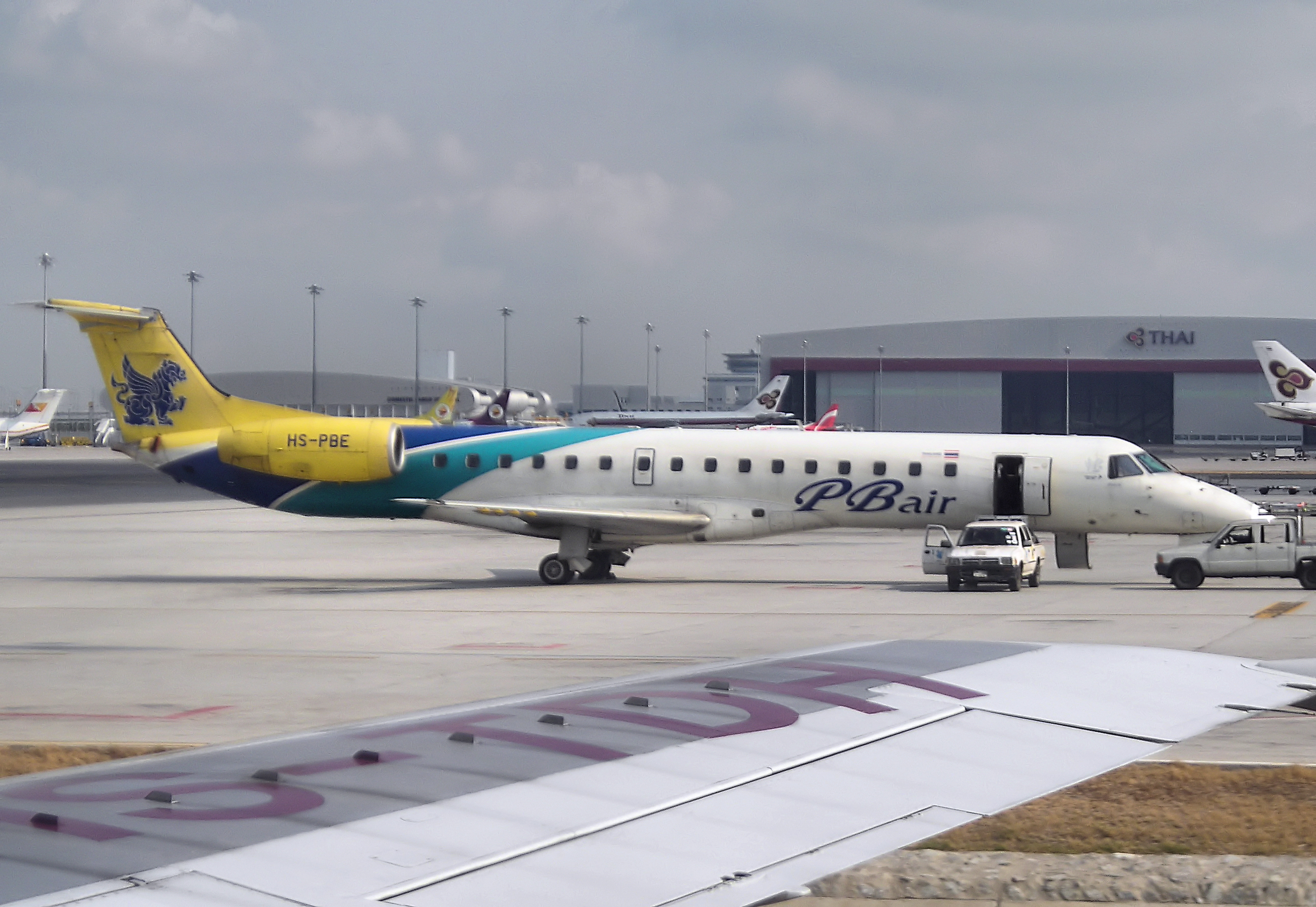
Embraer ERJ 145 в аэропорту Суварнабхуми
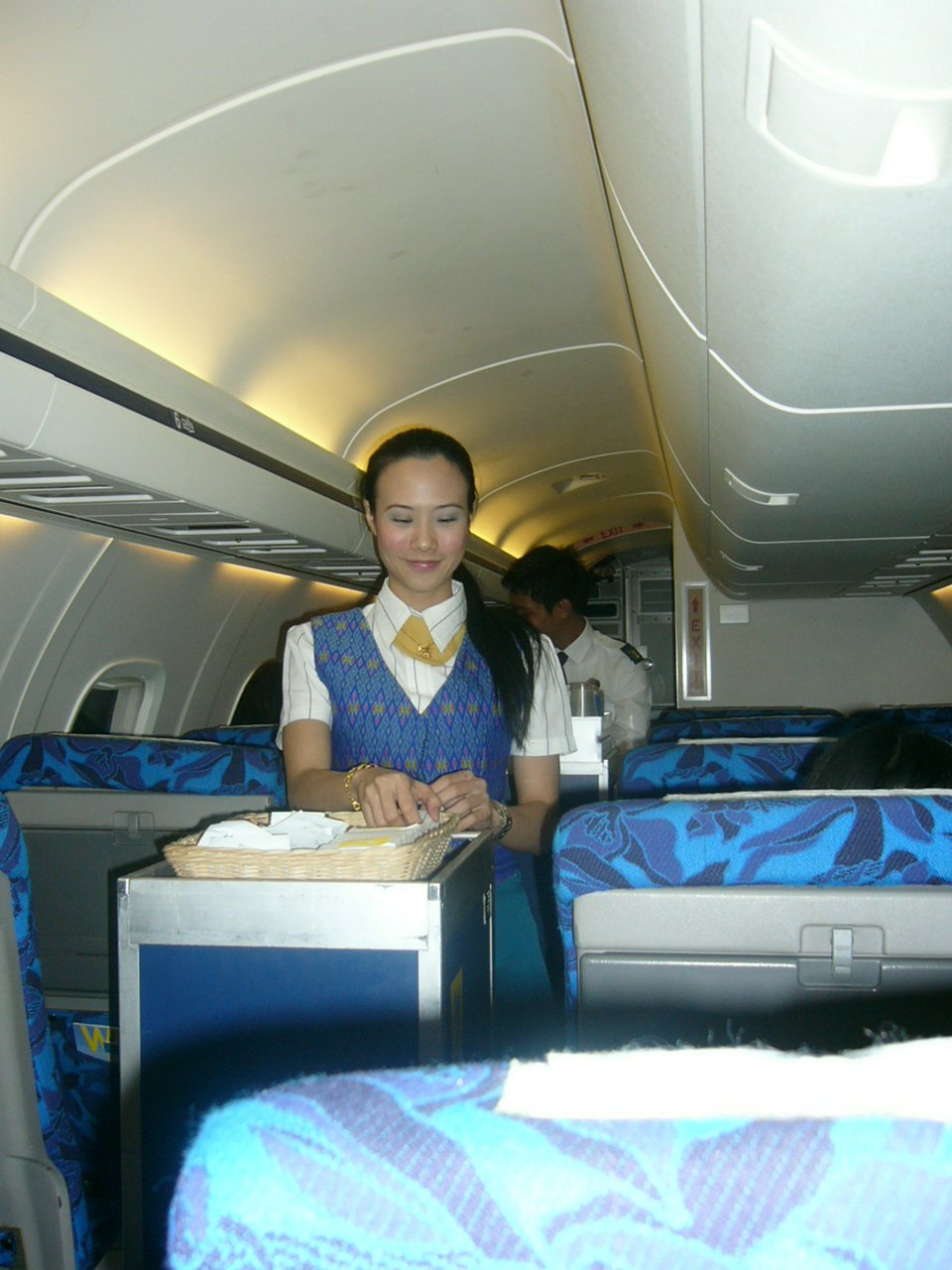
Бортпроводник на борту Embraer ERJ 145 LR
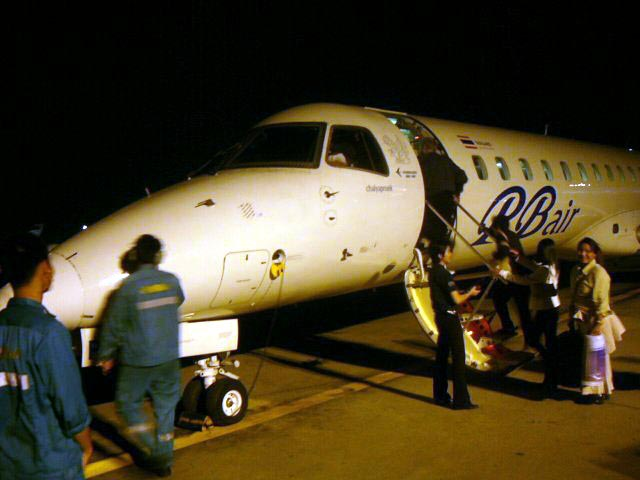
Посадка в PBair Embraer ERJ 145 LR в Саконнакхоне